# Rawson William Rawson
Rawson William Rawson CB (1812-1899) fue un botánico, pteridólogo, estadístico, político, funcionario de alto rango sudafricano, de origen inglés. Su padre era William Adams (Morwinstow, Cornualles), cirujano oftalmólogo, y su madre Jane Eliza Rawson.
De 1854 a 1864 sirvió como Secretario Colonial en la ciudad de Cabo de Buena Esperanza. Y de 1864 y 1869 fue gobernador británico en Bahamas.

## Honores
- 1888: miembro fundante del International Statistical Institute[3]

### Epónimos
- Género
- (Familia Flacourtiaceae) Rawsonia Harv. & Sond. 1860[4]

- La abreviatura «Rawson» se emplea para indicar a Rawson William Rawson como autoridad en la descripción y clasificación científica de los vegetales.[5]